# Delivery versus payment
Delivery VS Payment, ou plus connu sous l'acronyme DVP, est une méthode courante de règlement/livraison des titres en Finance. 
Le processus implique la remise simultanée de tous les documents nécessaires pour donner effet à un transfert de titres en échange de la réception du montant de paiement stipulé. Alternativement, il peut impliquer des transferts de deux titres de manière à garantir que la livraison d'un titre a lieu si et seulement si la remise correspondante de l'autre titre a lieu.
Ceci est fait pour éviter le risque de règlement, par exemple lorsqu'une partie ne parvient pas à livrer le titre alors que l'autre partie a déjà remis les liquidités lors du règlement d'une opération sur titres.

## Histoire
À la suite du krach d'octobre 1987, le monde de la finance a détecté de sérieuses faiblesses dans les normes appliquées pour le dénouement et le règlement des titres. 
De nombreuses études ont abouti, dont l'une majeure provenant du Group of Thirty, pionnier sur les normes pour les fournisseurs de services de règlement de titres. Le rapport comprenait neuf recommandations, dont l'une était que « La livraison contre paiement (DvP) devrait être la méthode de règlement de toutes les transactions sur titres avec des systèmes en place d'ici 1992 ».
En décembre 1990, la CPSS (en), composée de représentants des banques centrales majeures du monde, ont étudié plus profondément la question du DVP. Leur rapport publié en septembre 1992 ont déterminé 3 manières de mettre en place le DVP:
- Transfert de titres et de fonds effectué sur une base transaction par transaction : le transfert final des titres ayant lieu en même temps que le transfert final de fonds
- Transfert de titres sur une base brute : le transfert final des titres se produisant tout au long de la journée, mais transfert de fonds sur une base nette en fin de journée
- Transfert de titres et de fonds sur une base nette : les transferts finaux ayant lieu à la fin de la journée

## Détails
Le DVP garantit que la livraison n'aura lieu qu'en cas de paiement. Le système sert de lien entre un système de transfert de fonds et un système de transfert de titres. D'un point de vue opérationnel, DVP est une transaction de vente de titres négociables (en échange d'un paiement en espèces) qui peut être ordonnée à un agent de règlement à l'aide de SWIFT Message Type MT 543, provenant de la norme ISO 15022 (en).
L'utilisation de ces types de messages standard vise à réduire le risque lors du règlement d'une transaction financière et à permettre un traitement automatique. Idéalement, le titre d'un bien et le paiement sont échangés simultanément. Cela peut être possible dans de nombreux cas, comme dans un système de dépôt central tel que la Depository Trust & Clearing Corporation.